# Het Grote Bosgebeuren

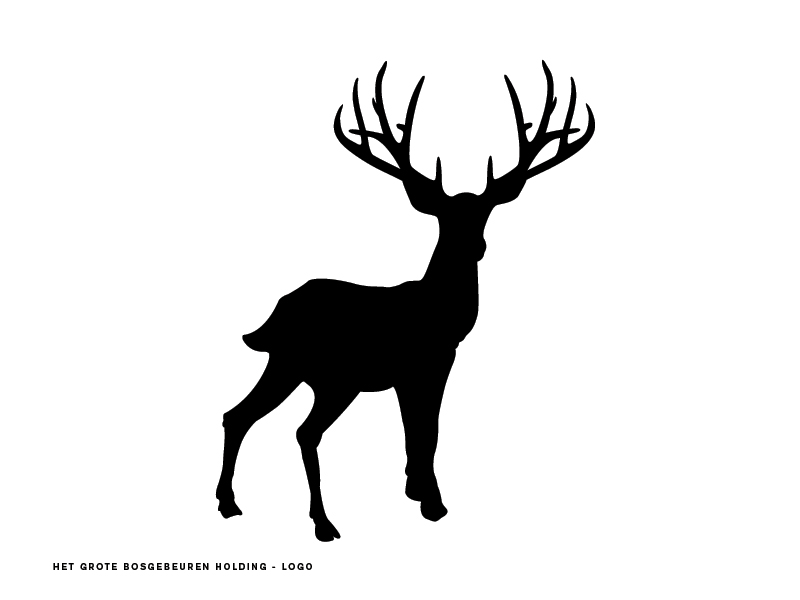
Logo van Het Grote Bosgebeuren

Het Grote Bosgebeuren was een regionaal evenement dat jaarlijks plaatsvindt te Halle Zoersel in de Belgische provincie Antwerpen in het derde weekend van september. Het werd georganiseerd door Scouts Sint Maarten te Halle Zoersel en duurt één dag. Het Grote Bosgebeuren bestaat al sinds 1990 en was oorspronkelijk een kleinschalige fuif om het scoutsjaar af te sluiten. Het was uitgegroeid tot een evenement met jaarlijks enkele duizenden bezoekers.

## Locatie
Het evenement vond plaats op open plekken in het bos aan de Heideweg. De organisatie zorgt elk jaar voor een speciale inkleding en sfeer. Er is aandacht voor de belichting, visualisaties en de aankleding van de inkom. Scouts Halle-Zoersel bouwt het hele gebeuren zelf op door omheiningen te sjorren en de locatie te beschermen tegen de regen.

## Podia
Het Grote Bosgebeuren telt sinds 2014 drie podia:
- Forest Main Area - Het hoofdpodium waar verschillende dj's de hele nacht door zorgen voor muziek.
- Prestige Dance Shelter (sinds 2006) - Deze tent wordt meestal tegen 23:00 uur opgestart en gaat door voor de meer alternatieve tent. Er worden diverse drum-'n-bass-artiesten geprogrammeerd.
- Forest Experience Marquee - De Forest Experience Marquee gevuld met techno/house-artiesten en liefhebbers.
- Progressive Wildwood Marquee - Tijdens de editie van 2021 werd de Forest Experience Marquee vervangen door de Progressive Wildwood Marquee. Dit is een oldschool stage die qua genre vooral 80's/90's/00's en retro voorziet.

In 2018 werd voor het eerst in jaren terug een band op het evenement gezien. De Lumberjacks, een band bestaande uit enkele oud-leiding en sympathisanten van de scouts kon performen op de Prestige Dance Shelter vlak voor de Drum and Bass stage opende. Eerder kon de organisatie al grote namen aantrekken als Vato Gonzalez, Mike Mago, Bougenvilla, Used, DJ Murdock, DJ Licious René Amesz en Sick Individuals.

## 20 jaar
In 2009 bestond Het Grote Bosgebeuren 20 jaar. Ter gelegenheid daarvan werd de indeling van het terrein volledig herbekeken. De ingang van het evenement werd naar de achterkant van het terrein verplaatst in het belang van het comfort van het publiek en de veiligheid.

## 30 jaar
De 30ste verjaardag van het evenement werd dan weer in 2019 gevierd. De organisatie spendeerde meer budget in light & sounds en op de Forest Main Area werden visuals voorzien. De 30ste editie stond vooral in teken van milieu en duurzaamheid. Het evenement werkte samen met de gemeente Zoersel en OVAM aan de duurzaamheid van het gebeuren en lanceerde onder andere herbruikbare bekers.
Met Vato Gonzalez als grote naam op de affiche werd Het Grote Bosgebeuren groter dan ooit.

## Cijfers
Het evenement begon als een lokale fuif voor een tweehonderdtal plaatselijke jongeren. Sinds de toevoeging van het tweede podium is de opkomst aanzienlijk gestegen. In 2010 haalde Het Grote Bosgebeuren 2.300 bezoekers. De laatste jaren was het aantal bezoekers begrensd op 2.800 om de veiligheid van de bezoekers te garanderen.

## Geschiedenis Artiesten
| Jaar              | Forest Main Area | Prestige Dance Shelter                                                                    | Forest Experience Marquee                                              | Progressive Wildwood Marquee                                                                  |
| ----------------- | --- | ----------------------------------------------------------------------------------------- | ---------------------------------------------------------------------- | --------------------------------------------------------------------------------------------- |
| 14 september 2024 | Bougenvilla, Mhummo, Sento, Linka & Gregor Potter, Compact, Discohead, Mr. Yves                                                                                          |                                                                                           |                                                                        | Celis, Disconnecting, Discobar Blacklabel                                                     |
| 9 september 2023  | Bougenvilla, MALARKEY, Merow, Thomas Nan, Le Mar, Discohead, BAUX, Mr. Yves                                                                                              | The Outsiders, KNGHT, Attic Variety, Kwabsound dnb, Fabriek, Obbley                       |                                                                        | Disconnecting, Discobar Dansdorst, Discobar Blacklabel                                        |
| 17 september 2022 | KOBE B2B Dj Art, Nikolas B2B Dj Den Halve, BAUX b2b Senergy, Karakals b2b Forfuts, Sick Individuals, Discohead, Party Granny's                                           | Baksteen, Farflow, Petroll, Indian, KMPN, Attic Variety, Nodular, NejNej b2b Knoet        |                                                                        | DJ Jos, Noski b2b Kirsti, Awkward b2b Kartonnen Ventje, DB Biscobar Blacklabel, Disconnecting |
| 11 september 2021 | OFfice 200 One More Time, MAR-T-NEZ, YTWICE, dj Leroy b2b Nodular, Off Limit$, BAUX, Charleon, Double-U b2b Forfuts, Bougenvilla & MC Tjen, Discohead, Discobar Fietszak | Divine, XNXX, Sennisfaction X Nodular X KMPN, Indian, Captain Bass, Fusion, Sempai        |                                                                        | GBG Allstars, Dj Qube, Ravenous, Noski, Discobar Blacklabel, Disconnecting                    |
| 14 september 2019 | Discohead, Jeben, Celis & Retracked, Vato Gonzalez & MC Tjen, Forfuts, Discobar Fietszak                                                                                 | Sennisfaction X Nodular X KMPN, Next Gen Showcase (Captain Bass, Woodlock & Netrek), Used | GBG Allstars, NIKOLAS & Prisma, Rene Amesz, Divine Lunatics, Steve Cop |                                                                                               |
| 15 september 2018 | Celis, Corvein, Leroy B2B Yolo Yoda, Mike Mago, Forfuts, Prisma B2B OFfice 2007                                                                                          | Sennisfaction X Nodular X KMPN, Close Showcase, Nightfang, Spectrial, MC D-Bro            | Third Eye, Nicholas De Laat, Delafino, Divine Lunatics, Steve Cop      |                                                                                               |
| 16 september 2017 | Lethal Ace, OFfice 2007 b2b Corvein, DJ Licious, ForFuts, Prisma, DJ Maareksemse Kaaremis                                                                                | Ardoro & Tamo, Cedex & Higher Underground, Attic Variety, Used b2b Spectrial              | MKSN, B&A, Ravenous, DJAXX, Avento & Kneiz                             |                                                                                               |
| 17 september 2016 | Makasi, Mystique, ForFuts, Divine Lunatics | Used, Spectrial, Prisma                                                                   | Vision Machine B2B Steve Cop, Sample & Hold, Laubak                    |                                                                                               |
| 19 september 2015 | Discobar Fietszak, Kommissar, Madticks, DJ F.R.A.N.K, Sample & Hold | AAGB, Shapi, Hypoxia, MC Seko                                                             | Steve Cop, Vision Machine, Natasja                                     |                                                                                               |
| 20 september 2014 | Dave Lambert (+ live sax), Sample & Hold live, Komissar, | Cedex & Higher Underground, Panther & Observe                                             | Flapjackers, Steve Cop, Quatre Mains, Dimi Mechero                     |                                                                                               |
| 14 september 2013 | Komissar, Dave Lambert, Sakso (live sax), Visuals MY NAME IS A VISUAL | Sample & Hold, Steve Cop                                                                  |                                                                        |                                                                                               |
| 15 september 2012 | Mega Ambi Deejay's, Shaved Monkeys, Dj Roelie, Live Video Mapping by MY NAME IS A VISUAL                                                                                 | Trallis & Scaphroder, Athys & Duster, Mc Error, Visuals By MY NAME IS A VISUAL            |                                                                        |                                                                                               |
| 17 september 2011 | Yeltsin & Boris, T.Mastis, Dj Roelie, Live Video Mapping by MY NAME IS A VISUAL                                                                                          | Trallis & Scaphroder (with MC Seko), Foxx and the lady                                    |                                                                        |                                                                                               |
| 18 september 2010 | Turntable Dubbers, The Nasty Dj’s, Dj Roelie | Tsiganisation Project, Balkan Hotsteppers, Raggamuffin Whiteman.                          |                                                                        |                                                                                               |
| 19 september 2009 | T.Mastis, Nadiem Shah, Dj Roelie | Tomislav, Dj Amro                                                                         |                                                                        |                                                                                               |
| 20 september 2008 | Punky Bart, The Party Sluts, DJ Roelie | Gusano, DJ Murdock, Trish van Eynde                                                       |                                                                        |                                                                                               |
| 15 september 2007 | DB Roelie, DB Blacklabel | Syntopia Kru, Fonofreak &Benoize, Hypnosis & psylosopher                                  |                                                                        |                                                                                               |
| 16 september 2006 | Dj Roelie, Dj Bailey | Meltdown, Fonofreak, Dhartax                                                              |                                                                        |                                                                                               |
| 17 september 2005 | Dj Bailey |                                                                                           |                                                                        |                                                                                               |